# 2286 Fesenkov
2286 Fesenkov eller 1977 NH är en asteroid i huvudbältet som upptäcktes den 14 juli 1977 av den rysk-sovjetiske astronomen Nikolaj Tjernych vid Krims astrofysiska observatorium på Krim. Den har fått sitt namn efter Vasilij Grigorjevitj Fesenkov (1889–1972).
Asteroiden har en diameter på ungefär sex kilometer.